# Підліток (фільм, 1983)
«Підліток» (рос. «Подросток») — радянський шестисерійний художній телефільм, знятий за однойменним романом Федора Михайловича Достоєвського. Вперше був показаний по телебаченню в листопаді 1983 року.

## Сюжет
Дев'ятнадцятирічний юнак Аркадій Долгорукий, незаконнонароджений син дворянина Андрія Петровича Версілова, після закінчення гімназії він приїхав до столичного міста — Санкт-Петербург та зупинився в будинку рідної матері. Юнакові здається, що життя і доля його образили: причину своїх душевних мук він бачить у вчинках своїх близьких — головним чином, матері і батька. Він відразу ж опиняється залученим в низку інтриг і складних взаємин з батьком. Однак пізніше з'ясовується, що Аркадій ще занадто молодий і мало знає, щоб судити інших людей. Його життєве становлення, гарт характеру і світоглядне прозріння відбувається на тлі пристрастей, обману, лицемірства та користі світу дорослих. Як писав Достоєвський: «Розкладання — головна видима думка роману. Аркадій — „дитя випадкового сімейства“». Сцени з фільму знімали в колишніх будинках Ю. Д. Москатиньєва в провулку Чернишевського, 6.

## У ролях
- Андрій Ташков —  Аркадій Макарович Долгорукий
- Олег Борисов —  Андрій Петрович Версілов
- Лариса Мальованна —  Софія Андріївна Долгорукова
- Євген Герасимов —  князь Сергій
- Марина Федіна —  Ліза Долгорукова
- Леонід Оболенський —  старий князь Сокольський
- Тетяна Ташкова —  Катерина Миколаївна Ахмакова
- Наталя Гундарєва —  Тетяна Павлівна Пруткова
- Олег Голубицький —  Стебельков
- Лариса Удовиченко —  Анна Андріївна Версілова
- Ігор Донськой —  Макар Іванович
- Анатолій Омельченко —  Ламберт
- Євгенія Симонова —  Альфонсіна
- Борис Галкін —  Крафт
- Олександр Хотченков —  Васін
- Борис Новиков —  Петро Іполитович
- Елла Некрасова —  Дар'я Онисимівна
- Віктор Гордєєв —  Юхим Звєрєв
- Володимир Ширяєв —  барон Р.
- Вілніс Бекеріс —  барон Бьорінг  (озвучує  Володимир Ферапонтов)
- Микола Засухін —  Микола Семенович
- Софія Павлова —  Марія Іванівна
- Юрій Васильєв —  Андрій Андрійович Версілов
- Олександр Вдовін —  Степан, лакей Вожжинського
- Микола Сморчков —  лакей Вожжинського
- Наталія Стриженова —  Олімпіада Олексіївна Фанаріотова
- Анна Фроловцева —  служниця
- Маргарита Жарова —  квартирна хазяйка
- Віра Івлєва —  Марія
- Борис Шувалов —  Петя Тришатов
- Борис Клюєв —  Афердов
- Валерій Баринов —  Олександр Семенович, доктор
- Людмила Дмитрієва —  дама в пансіоні
- Всеволод Шиловський —  Тушар
- Володимир Ферапонтов —  начальник в'язниці
- Филимон Сергєєв — епізод

## Знімальна група
- Автор сценарію і режисер-постановник:  Євген Ташков
- Оператор-постановник:  Олег Мартинов
- Художник-постановник: Володимир Філіппов
- Композитор:  Борис Чайковський
- Звукооператор: В'ячеслав Карасьов
- Музичний редактор:  Мина Бланк
- Заступник директора картини: Сергій Каграманов
- Директор картини:  Алла Жаворонкова